# Vavrinec Dunajský

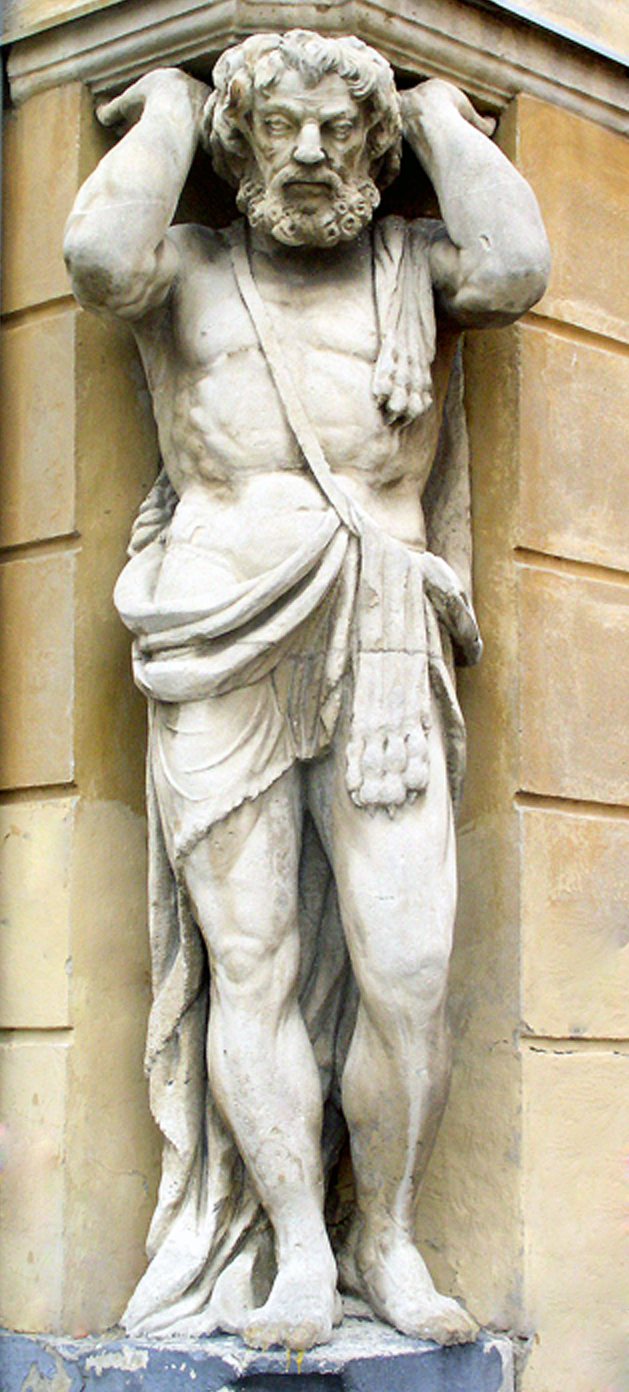
Figura del atlante Corgoň en la Casa del Canon de Nitra.

Vavrinec Dunajský ( en español: Lorenzo del Danubio), fue un escultor eslovaco , nacido el 5 de julio de 1784 en Ľubietová y fallecido el 15 de febrero de 1833 en Budapest,

## Vida y obras
Inicialmente recibió las enseñanzas de su padre, también escultor. A partir de 1800 entró de aprendiz en el taller de talla de M. Barger en Banska Bystrica. 
En 1804 se trasladó a Viena donde fue alumno de la academia de arte , paralelamente asistió a una escuela Exner . 
Desde 1809 vivió en Budapest, donde había una mayor demanda, allí se dedicó a la composición escultórica, en particular de temática religiosa, y trabajos decorativos, cruces, púlpitos, altares, y otros, ubicados principalmente en Budapest, y también en las ciudades eslovacas (Banská Bystrica, Nitra , Bratislava, etc.)
Es famoso por su trabajo de la estatua del atlante Corgoň en la Casa del Canon de Nitra. Se trata de la talla en piedra de un gigante que sostiene el muro del edificio como el Atlas mitológico. Esta figura decora una de las esquinas del edificio.
Vavrinec Dunajský también construyó el altar mayor de la Iglesia de la Santa Cruz con sus figuras pintorescas de la Virgen María y la Magdalena en Banská Bystrica.